# Bankauli
Bankauli es una ciudad censal situada en el distrito de Delhi noroeste,  en el territorio de la capital nacional,  Delhi (India). Su población es de 5339 habitantes (2011). 

## Demografía
Según el censo de 2011 la población de Bankauli era de 5339 habitantes, de los cuales 2953 eran hombres y 2386 eran mujeres. Bankauli tiene una tasa media de alfabetización del 83,66%, inferior a la media estatal del 86,21%: la alfabetización masculina es del 90,31%, y la alfabetización femenina del 75,43%.